# AM 0702-601
AM 0702-601 (również ESO 119-27) – oddziałująca para galaktyk znajdująca się w gwiazdozbiorze Kila w odległości około 400 milionów lat świetlnych od Ziemi. Obie galaktyki, choć znajdują się daleko od siebie, prawdopodobnie już wpływają na siebie. Pierwsze oznaki interakcji są widoczne zwłaszcza w galaktyce widocznej po lewej stronie zdjęcia, w której zewnętrzna struktura ramion spiralnych zaczyna się rozszerzać i wyraźnie rozciągać w kosmos.